# Petr Svoboda (hokeista)
Petr Svoboda (ur. 14 lutego 1966 w Moście) – były czeski hokeista, reprezentant Czech, olimpijczyk.

## Kariera
- CHZ Litvínov (1982-1984)
- Montreal Canadiens (1984-1992)
- Buffalo Sabres (1992-1995)
  -  HC Litvínov (1994)
- Philadelphia Flyers (1995-1998)
- Tampa Bay Lightning (1998-2001)

Wychowanek HC Litvínov. Przez wiele lat występował w rozgrywkach NHL. Jest pierwszym Czechem, który rozegrał 1000 meczów w lidze NHL.
W młodości występował w juniorskich kadrach Czechosłowacji. W karierze seniorskiej uczestniczył w jednym ważnym turnieju - Zimowych Igrzyskach Olimpijskich 1998 w Nagano. Został wówczas bohaterem, gdy 22 lutego 1998 roku zdobył gola w meczu finałowym z Rosją (w 48 minucie i 8 sekundzie spotkania). Mecz zakończył się wynikiem 1:0. Był to jedyny gol Svobody w turnieju. Złoty medal olimpijski jest jedynym w historii czeskiej reprezentacji.
Obecnie pracuje jako agent sportowy w Santa Monica (Kalifornia) dla takich zawodników jak Jiří Hudler, Jaromír Jágr, Pavel Kubina, Jakub Voráček.

## Sukcesy
Reprezentacyjne
- Srebrny medal mistrzostw świata juniorów do lat 18: 1984 z Czechosłowacją
- Brązowy medal mistrzostw świata juniorów do lat 20: 1984 z Czechosłowacją
- Złoty medal zimowych igrzysk olimpijskich: 1998 z Czechami

Klubowe
- Srebrny medal Mistrzostw Czechosłowacji: 1984 z HC Litvínov
- Puchar Stanleya: 1986 z Montreal Canadiens
- Mistrzostwo Konferencji: 1986, 1989 z Montreal Canadiens, 1997 z Philadelphia Flyers
- Mistrzostwo Dywizji: 1988, 1989, 1992 z Montreal Canadiens

Indywidualne
- Mistrzostwa Europy juniorów do lat 18 w hokeju na lodzie 1983:
  - Najlepszy obrońca turnieju[3]
  - Skład gwiazd turnieju
- Sezon NHL (1999/2000):
  - NHL All-Star Game

## Statystyki
- W sezonach zasadniczych NHL rozegrał łącznie 1028 spotkań, w których strzelił 58 goli oraz zaliczył 341 asyst. W klasyfikacji kanadyjskiej zdobył więc łącznie 399 punktów. 1605 minut spędził na ławce kar.
- W fazie play-off NHL brał udział 13-krotnie. Rozegrał w nich łącznie 127 spotkań, w których strzelił 4 gole oraz zaliczył 45 asyst, co w klasyfikacji kanadyjskiej daje 49 punktów. 135 minut spędził na ławce kar.